# Cosmic Jokers
The Cosmic Jokers est un supergroupe de krautrock allemand, originaire de Berlin. Les activités du groupe ne durent qu'à peine une année, en 1974.

## Biographie
The Cosmic Jokers n'a jamais été un groupe à proprement parler ; les membres y ayant participé ne revendiquaient pas ce nom. Les enregistrements sortis sous ce nom proviennent de sessions organisées par Rolf-Ulrich Kaiser au cours de l'année 1973,. Ce dernier organisait à l'époque des sessions dans le studio de Dieter Dierks, où les musiciens étaient invités à venir improviser en échange d'acide et d'un faible cachet. Parmi les participants de ces sessions d'enregistrement, on peut citer Manuel Göttsching et Klaus Schulze du groupe Ash Ra Tempel, Jürgen Dollase et Harald Grosskopf du groupe Wallenstein, Gille Lettmann, la compagne de Kaiser, ainsi que Dierks lui-même. Avant ces enregistrements, tous ces artistes avaient fait partie du label Cosmic Couriers, et avaient eu l'occasion de participer à des projets expérimentaux aux côtés de Sergius Golowin, Walter Wegmuller, et Timothy Leary entre autres.
Kaiser édite et mixe avec Dierks les bandes originales de ces sessions, et les fait paraître sur son label Kosmische Musik, allant jusqu'à inclure des photographies des participants au dos de la pochette du vinyle sans demander leur permission. Göttsching ne prit connaissance de ces sorties qu'en l'entendant dans une boutique de disques à Berlin, lorsqu'il demanda au vendeur ce que c'était. Kaiser sort cinq albums sous le nom de Cosmic Jokers au cours de l'année 1974, dont un qui n'était qu'une compilation des albums du label, et un autre qui contenait des extraits des albums précédents remixés de manière rudimentaire et agrémentés de discours récités par Gille Lettmann, sa compagne de l'époque. Tous leurs album sont enregistrés entre février et mai 1973, et sont bien accueillis par la presse spécialisée,,, ; Sci-fi Party, lui, comprend des morceaux enregistrés entre 1972 et 1974.
Aucun des musiciens n'apprécie d'avoir été utilisé de la sorte, mais Klaus Schulze est le premier à prendre des mesures et intenta un procès à Kaiser après la sortie de Gilles Zeitschiff. En 1975, Rolf-Ulrich Kaiser est contraint d'arrêter la production des albums des Cosmic Jokers, et s'enfuit d'Allemagne pour échapper à ses ennuis avec la loi, abandonnant son label derrière lui.

## Discographie
- 1974 : Cosmic Jokers
- 1974 : Galactic Supermarket
- 1974 : Planeten Sit-In
- 1974 : Sci-Fi Party (compilation)
- 1974 : Gilles Zeitschiff